# Utljud
Utljud eller slutljud är en språkvetenskaplig term för sista ljudet i ett ord.
Utljudande språkljud har i vissa språk utvecklats på ett annat sätt än inljudande och uddljudande. Detta har haft stor betydelse för de språkens utveckling.